# Рябов, Сергей Викторович
Сергей Викторович Рябов (род. 23 сентября 1988 или 28 сентября 1988, Москва) — российский самбист и дзюдоист, чемпион и призёр чемпионатов России по самбо и дзюдо, чемпион и призёр чемпионатов мира по самбо, Заслуженный мастер спорта России. Родился и живёт в Москве. Выступает за клуб «Самбо-70». Его тренерами были А. А. Леонтьев, Е. Н. Быков, Д. А. Павлов и П. В. Фунтиков.

## Спортивные достижения

### Дзюдо
- Чемпионат России по дзюдо 2014 года — ;
- Чемпионат России по дзюдо 2015 года — ;

### Самбо
- Чемпионат России по самбо 2011 года — ;
- Чемпионат России по самбо 2013 года — ;
- Чемпионат России по самбо 2014 года — ;
- Чемпионат России по самбо 2016 года — ;
- Чемпионат России по самбо 2017 года — ;
- Чемпионат России по самбо 2018 года — ;
- Чемпионат России по самбо 2019 года — ;
- Чемпионат России по самбо 2020 года — ;
- Чемпионат России по самбо 2022 года — ;
- Самбо на Всероссийской спартакиаде 2022 — ;
- Чемпионат России по самбо 2024 — ;
- Чемпионат России по самбо 2025 — ;

## Семья
Супруга — Диана Рябова, Заслуженный мастер спорта России по самбо.

## Награды
- Благодарность Президента Российской Федерации (8 ноября 2023 года) — за заслуги в развитии и популяризации самбо в Российской Федерации, многолетнюю добросовестную работу[5]